# Глущенко, Антон Илларионович
Антон Илларионович Глущенко (17.01.1918 — 26.12.1992) — командир орудия батареи 45-миллиметровых пушек 242-го гвардейского Лодзинского Краснознаменного стрелкового полка (82-я гвардейская стрелковая Запорожская Краснознамённая ордена Богдана Хмельницкого дивизия, 29-й гвардейский Лодзинский стрелковый корпус, 8-я гвардейская армия, 1-й Белорусский фронт), гвардии сержант, участник Великой Отечественной войны, кавалер ордена Славы трёх степеней.

## Биография
Родился 17 января 1918 года в селе Хрестище ныне Славянского района Донецкой области (Украина) в крестьянской семье. Украинец. В 1934 году окончил 7 классов, затем – курсы трактористов. Работал в машинно-тракторной станции.
С 1938 по 1940 год проходил действительную срочную службу в Красной Армии. В 1941 призван в Красную армию, воевал, попал в плен. Освобождён. Повторно призван в феврале 1944 года. С апреля 1944 года в действующей армии. Воевал на 3-м Украинском и 1-м Белорусском фронтах. Принимал участие в Одесской, Люблин-Брестской, Варшавско-Познанской и Берлинской наступательных операциях.
С началом Варшавско-Познанской наступательной операции 14 января 1945 года командир расчёта 45-мм орудия 242-го гвардии стрелкового полка (82-я гвардейская стрелковая дивизия, 8-я гвардейская армия, 1-й Белорусский фронт) гвардии младший сержант Глущенко при прорыве обороны противника на левом берегу реки Висла (15 км. южнее города Варка, Польша) огнём прямой наводкой подавил 2 пулемёта, обеспечив продвижение стрелкового подразделения.
Приказом командира 82-й гвардейской стрелковой дивизии гвардии генерал-майора Хетагурова Г. И. 3 февраля 1945 года гвардии младший сержант Глущенко Антон Илларионович награждён орденом Славы 3-й степени.
В ходе штурма цитадели крепости Познань (Польша) 21 февраля 1945 года со своим расчётом попеременно вёл огонь по амбразурам двух долговременных огневых точек, не позволяя им ведение огня по нашим атакующим стрелковым подразделениям. При овладении крепостным валом артиллеристы вывели орудие на прямую наводку и уничтожили 2 огневые точки и до 15 немецких солдат. 22 февраля 1945 года, когда закончились снаряды, он повёл подчинённых с личным оружием на штурм одного из фортов крепости. Огнём из автомата и гранатами уничтожил до 10 солдат противника.
Приказом командира 82-й гвардейской стрелковой дивизии гвардии генерал-майора Хетагурова Г. И. 3 февраля 1945 года гвардии младший сержант Глущенко Антон Илларионович награждён орденом Славы 2-й степени.
В ходе штурма города Кюстрин (ныне Костшин-над-Одрой, Гожувский повят Любушского воеводства, Польша) 26 марта 1945 года расчёт А. И. Глущенко под огнём противника с помощью подручных средств переправил орудие через разрушенный мост и включился в поддержку атакующих стрелковых подразделений. Ими была уничтожена огневая точка врага, препятствующая продвижению стрелков. 28 марта 1945 года артиллеристы вели огонь по амбразурам крепостных стен, обеспечивая подготовку стрелковых подразделений к атаке. За время боёв расчётом было уничтожено свыше 20 немецких солдат. Приказом командира дивизии  был награждён орденом Красной Звезды.
В ходе Берлинской наступательной операции с 16 апреля по 2 мая 1945 года, действуя с расчётом в боевых порядках пехоты в районе города Зелов (Германия), подавил огонь 8 пулемётов, истребил до 40 солдат и офицеров противника. Переправившись через реку Шпрее, прикрывал переправу наших подразделений. В уличных боях в Берлине (Германия) расчёт орудия во главе с Глущенко, вывел из строя противотанковую пушку и 2 пулемёта противника.
Указом Президиума Верховного Совета СССР от 15 мая 1946 года за образцовое выполнение боевых заданий командования в боях с немецко-фашистскими захватчиками на завершающем этапе Великой Отечественной войны гвардии старший сержант Глущенко Антон Илларионович награждён орденом Славы 1-й степени.
В августе 1946 года демобилизован. Вернулся в родное село Крестище. Работал механизатором в колхозе.
Старшина в отставке (1965).
Умер 26 декабря 1992 года. Похоронен в селе Крестище Славянский район Донецкой области (Украина).

## Награды
- Орден Октябрьской Революции (7.11.1967)
- Орден Отечественной войны I степени (11.03.1985)[7]
- Орден Красной Звезды (26.04.1945)[8]
- Полный кавалер ордена Славы:
  - орден Славы I степени (15.05.1946)[9];
  - орден Славы II степени (15.04.1945)[10];
  - орден Славы III степени (03.02.1945)[11];
- медали, в том числе:

- - «В ознаменование 100-летия со дня рождения Владимира Ильича Ленина» (6 апреля 1970)
  - «За победу над Германией в Великой Отечественной войне 1941—1945 гг.» (9 мая 1945[12])
  - «За взятие Берлина» (9.6.1945)[13]
  - «За освобождение Варшавы» (9.6.1945)
  - «20 лет Победы в Великой Отечественной войне 1941—1945 гг.» (7 мая 1965[14])
  - «30 лет Победы в Великой Отечественной войне 1941—1945 гг.»[15]
  - 40 лет Победы в Великой Отечественной войне 1941—1945 гг.[16]
  - Юбилейная медаль «50 лет Победы в Великой Отечественной войне 1941—1945 гг.»[17]
  - «30 лет Советской Армии и Флота»[18]
  - «40 лет Вооружённых Сил СССР»[19]
  - «50 лет Вооружённых Сил СССР» (26 декабря 1967[20])
- Знак «25 лет победы в Великой Отечественной войне» (1970)

## Память
- На могиле установлен надгробный памятник.
- Его имя увековечено в Главном Храме Вооружённых сил России, и навсегда запечатлено на мемориале «Дорога памяти».